# 11e régiment de chasseurs à cheval

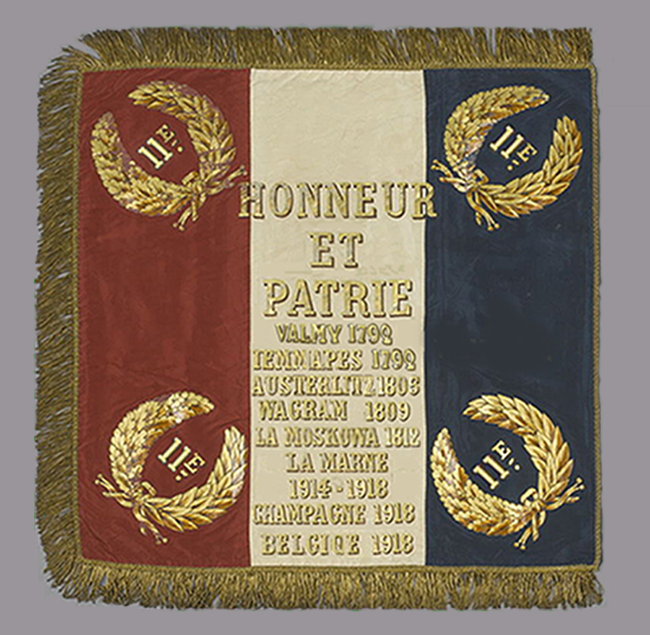
Standarte des Regiments (ohne Dekorationen)

Das 11e régiment de chasseurs à cheval (11. Regiment Jäger zu Pferde) war ein Verband der leichten Kavallerie des Französischen Heeres, das bis zu seiner Auflösung am 15. September 1994 im „Quartier Napoléon“ in Berlin stationiert war.

## Aufstellung und Änderungen in chronologischer Reihenfolge
- 1762: Der Maréchal de Soubise[3] stellt aus freiwilligen Ausländern einen gemischten Verband aus Kavallerie und Infanterie zusammen. Der dann als „Volontaires de Soubise“ bezeichnete Verband formiert eine Legion zu vier Escadrons (Schwadronen)
- 1766: Der Name lautete jetzt: „Légion de Soubise“( auch „Volontaires étrangers de Würmser“ genannt).
- 1779: Umbenennung in „5e régiment de chasseurs“.
- 1781: Umbenennung in „Régiment de chasseurs de Gévaudan“.
- 1788: Auf Anregung des Comte de Brienne wurde das „Régiment de chasseurs du Gévaudan“ in „Chasseurs de Normandie“ umbenannt.
- 1791: Umbenennung in „11e régiment de chasseurs à cheval“
- 1815: Auflösung
- 1816: Wiederaufstellung als „Régiment de chasseurs de l'Isère“
- 1825: Umbenennung in „11e régiment de chasseurs à cheval“
- 1831: Auflösung
- 1831: Wiederaufstellung als „11e régiment de chasseurs à cheval“
- 1939: Auflösung
- 1944: Wiederaufstellung als „11e régiment de chasseurs à cheval“
- 1947: Auflösung
- 1948: Wiederaufstellung als „11e groupe d'autos-mitrailleuses“ (11. motorisierte Maschinengewehr-Gruppe)
- 1950: Umgliederung in „11e groupe de chars moyens“ (11. mittelschwere Panzergruppe)
- 1954: Umbenennung in „11e régiment de chasseurs à cheval“
- 1963: Umgliederung in „11e régiment de chasseurs“ (11. Jägerregiment)
- 1994: Auflösung

## Liste der Garnisonen
- 1831: Pontoise
- 1861–1865: Algerien
- 1865–1866: Libourne
- 1870: Avignon
- 1887–1914: Vesoul
- 1919–1939: Vesoul
- 1944–1947: Pfalz
- 1954–1994: FFA - Forces Françaises à Berlin

## Regimentskommandanten
Mestre de camp war von 1569 bis 1789 Rangbezeichnung für den Regimentsinhaber und/oder den tatsächlichen Kommandanten eines Kavallerieregiments. Die Bezeichnung Colonel wurde von 1789 bis 1793 und dann wieder ab 1803 geführt. Sollte es sich bei dem Mestre de camp um eine Person des Hochadels handeln, die an der Führung des Regiments kein Interesse hatte (wie z. B. der König oder die Königin) so wurde das Kommando dem „Mestre de camp lieutenant“ (oder „Mestre de camp en second“) überlassen. Von 1793 bis 1803 wurde in der französischen Armee die Bezeichnung Chef de brigade verwendet. Ab 1791 gab es keine Regimentsinhaber mehr.
| - 1761: Maréchal Prince de Soubise - 1762: Baron de Würmser - 1763: Comte de Wargemont - 1770: Baron de Kinglin - 1779: Comte de Grivel de Saint-Mauris - 1784: Baron de Treva - 1788: Baron d’Allonville d’Arnancourt (11e chasseurs) - 1791: Marquis d’Anglade - 1791: Comte de Lallemand de Waites - 1792: Henri de Granval de Fregeville - 1793: Chef de brigade Nicolas - 1794: Chef de brigade de La Cour - 1794: Chef de brigade Treillard - 1799: Chef de brigade Defrance - 1800: Chef de brigade Baron Bertrand Bessieres - 1806: Colonel Baron Jacquinot - 1809: Colonel Désirat - 1812: Baron Jean-Baptiste Nicolas - 1814: Colonel Deschamps - 1815: Comte de Fontenille - 1816: Colonel d’Espinay Saint-Luc - 1824: Comte de Chasteignier - 1831: Rossignol-Dupré - 1837: Vicomte de Boislecomte - 1845: Lieutenant-colonel Périchon de Kerversan - 1849: Lt-Colonel Ney de la Moskowa - 1850: Lt-Colonel Lentz - 1850: Baron Marion | - 1855: Colonel Campenet - 1855: Colonel Legrand - 1856: Colonel Bro - 1856: Colonel Grandvalet - 1864: Colonel Nerat - 1869: Colonel Dastugue - 1870: Colonel Bailliencourt dit Courcol - 1878: Colonel de Moucheron - 1887: Colonel d’Esclaibes d’Hust - 1892: Colonel Cabrol - 1894: Colonel de la Chaise - 1896: Colonel Gillain - 1898: Colonel de Pontac - 1901: Colonel Lescot - 1905: Colonel Louvat - 1908: Colonel Thierry d’Argenlieu - 1913: Colonel Alexandre Durand - 1917: Colonel Charles Henri Dodelier - 1918: Lieutenant-Colonel Louis Audibert - 1919: Colonel Dejussieu - 1922: Colonel Mejer - 1926: Colonel Compagnon - 1933: Général Choderlos de Laclos | - 1934: Colonel Bizot-Espiard - 1935: Colonel de Contenson - 1939: Colonel de Saint-Didier - 1945: Lt-Colonel Salesse-Lavergne - 1945: Colonel Huguet - 1946: Lt-Colonel Contaud de Coulange - 1949: Lt-Colonel de Bodman (11e GAM) - 1951: Lt-Colonel Buretel de Chassey (11e GECM) - 1952: Lt-Colonel Combourieu (11e GECM ) - 1954: Lt-Colonel Piquart (11e GECM / 11e RCC) - 1956: Lt-Colonel Delegorgue - 1958: Lt-Colonel le Coat de Saint-Haoen - 1960: Lt-Colonel Touzet - 1961: Lt-Colonel Bondet de la Bernardie - 1963: Colonel Mangin (11e RCH) - 1965: Colonel Largy - 1967: Lt-Colonel Tréhu - 1969: Lt-Colonel Graillat - 1971: Lt-Colonel Pont - 1973: Lt-Colonel Bruno de Mollerat du Jeu - 1975: Lt-Colonel Ronan de Blois - 1977: Lt-Colonel Rilhac - 1979: Lt-Colonel Millot - 1981: Colonel Clouet de Peruches - 1983: Lt-Colonel de Susbielle - 1985: Colonel Jean-Louis Mourrut - 1987: Colonel Dupla - 1989: Colonel Bruno de Blignières - 1991: Colonel Gérald Bigot - 1993: Lt-Colonel Patrick Chanoine (75. und letzter Kommandant der 11e Chasseurs) |

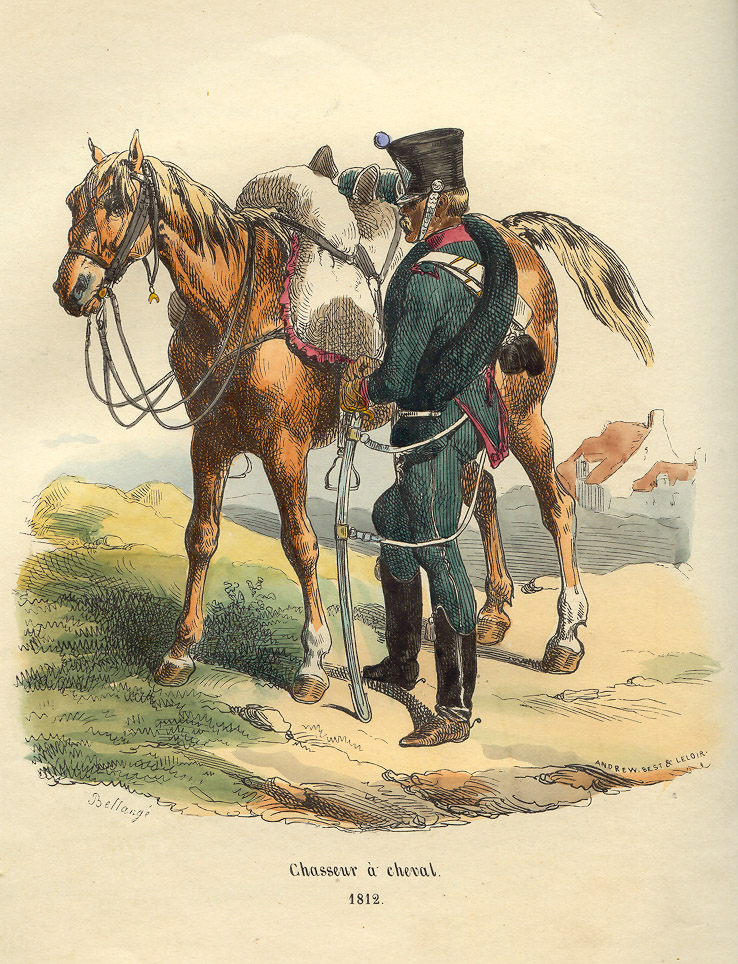
Chasseur à cheval der Grande armée

## Feldzüge und Schlachten der Revolution und des Empire

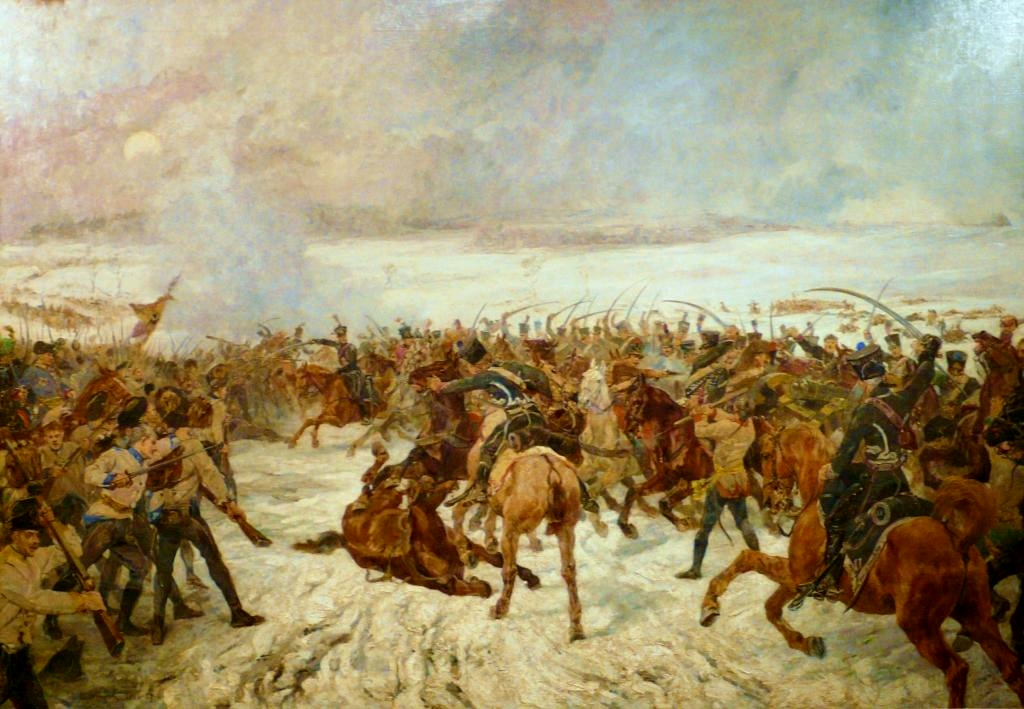
Das Regiment bei Hohenlinden (1800) als Schlachtenkavallerie

- 1792: Kämpfe in der Kanonade bei Valmy und der Schlacht bei Jemappes.
- 1793: Kämpfe in der Schlacht bei Neerwinden, bei der Belagerung von Maubeuge und der Schlacht bei Wattignies.
- 1794: Das Regiment leistete einen Beitrag zum Sieg in der Schlacht bei Fleurus.
  - 3. Dezember 1800: Geführt von seinem Kommandeur, dem Colonel Jean-Baptiste Bessières, attackierte es viermal hintereinander in der Schlacht bei Hohenlinden.
- 1805

8. – 20. Oktober 1805: Schlacht bei Ulm
2. Dezember 1805: Schlacht bei Austerlitz
- 1806: Vierter Koalitionskrieg

14. Oktober 1806: Schlacht bei Jena und Auerstedt
6. November 1806: Schlacht bei Lübeck.
22. November 1806: Das Regiment nahm an der Siegesparade vor Napoleon Bonaparte in Berlin teil.
- 1807:

Schlacht bei Eylau
Schlacht bei Friedland
Mai 1807: Nach den vorangegangenen Kämpfen präsentierte der General Charles Lassalle anlässlich einer Truppenschau in Elbing dem Kaiser das 11e Régiment de Chasseurs à Cheval mit den Worten: « Sire, voilà les bons » (Sire, das da sind sie, die Guten), was danach zum Motto des Regiments werden sollte.
- 1812: Feldzug nach Russland

Schlacht bei Borodino
- 1813: Feldzug in Deutschland

16. – 19. Oktober 1813: Völkerschlacht bei Leipzig
- 1815:
  - Schlacht bei Waterloo

Auf den Glanz der Napoleonischen Ära folgte das ruhmlose Leben in der Garnison.

### 1815–1869
- 1861–1865: Das 11erégiment de chasseurs à cheval wurde in den Kämpfen in Algerien eingesetzt. Es bildete hier die Vorhut der Kolonnen Martineau und Lapasset-Deligny.

## Deutsch-Französischer Krieg
- 1870: Verwickelt in das Debakel der Schlacht von Sedan, geriet das Regiment in den Rückzug und verlor Dreiviertel seines Bestandes. In Avignon wurde der Verband aufgefrischt.

## Erster Weltkrieg
- 3. August 1914: Das Regiment hatte seinen ersten Feindkontakt. Es war die Vorhut bei der Besetzung von Mülhausen.
- 1916: Teilnahme an der Schlacht um Verdun und der Schlacht an der Somme
- 1917: Teilnahme an der Schlacht am Chemin des Dames und den Kämpfen in der Champagne

### Zwischenkriegszeit
- 1919: Als Besatzungstruppe in Aachen wurde der Einheit die Fourragère in den Farben des Croix de guerre verliehen. Es kehrte danach in seine Garnison in Vesoul zurück.

## Zweiter Weltkrieg
Für den Mobilmachungsfall war bestimmt, die Kavallerieverbände in „Groupes de Reconnaissance“ (Aufklärungsgruppen) umzuorganisieren. Nach der Kriegserklärung wurde der Regimentsverband aufgelöst und vier Aufklärungsgruppen gebildet:
- 9e Groupe de Reconnaissance de Corps d’Armée (Aufklärungsgruppe des 9. Armeekorps)
- 4e Groupe de Reconnaissance de Division d’Infanterie (Aufklärungsgruppe der 4. Infanteriedivision)
- 17e Groupe de Reconnaissance de Division d’Infanterie (Aufklärungsgruppe der 17. Infanteriedivision)
- 25e Groupe de Reconnaissance de Division d’Infanterie (Aufklärungsgruppe der 25. Infanteriedivision)

- 1944: Im Zuge des Befreiungsfeldzuges wurde es zunächst als nicht motorisierter Verband wieder aufgestellt, rückte in die Pfalz ein und verblieb hier bis zur erneuten Auflösung am 30. April 1947.

### 1945 bis 1994
- 15. April 1946: Teile des aufgelösten 13e régiment de dragons wurden eingegliedert.
- 30. April 1947: Auflösung
- Am 31. Dezember 1954 wurde das 11e régiment de chasseurs à cheval in Berlin wiederaufgestellt und erhielt seine Standarte und Ehrenzeichen zurück.
- Der Abzug der französischen Truppen aus Berlin machte am 15. September 1994 die fünfte Auflösung notwendig. Die Standarte wurde an das Militärmuseum (Service historique de la Défense) in Vincennes übergeben. Die Ehrenzeichen der 11e chasseurs wurden nach Sankt Wendel gebracht und der Sicherungs- und Spähescadron der 1. Division zur Aufbewahrung übergeben, die gleichzeitig die Tradition des Regiments pflegte. Nach der Auflösung des 2e corps d’armée (2. Armeekorps) und damit auch der 1. Division im Jahre 1999 wurden sie zur „École d’application de l’arme blindée cavalerie“ (Panzertruppenschule) nach Saumur verbracht.

- Im März 1987 feuerte die 3. Escadron auf dem Truppenübungsplatz Baumholder den letzten Schuss aus der 90-mm-Kanone des letzten Jagdpanzers AMX-13 der Arme blindée et cavalerie ab. Gleichzeitig trafen die letzten für die 3. Escadron bestimmten AMX-30 in Berlin ein.
- im August 1994 wurde ein AMX-30B Kampfpanzer im Rahmen des Abzuges als Geschenk dem Alliierten Museum in Berlin-Zehlendorf überlassen.

## Zusammensetzung
Während der Zeit in Berlin bestand das Regiment aus:
- 1e escadron (Semper Primus)
- 2e escadron (Duo Deorum)
- 3e escadron
- 11e escadron - (Ausbildungsescadron)
- ECR Escadron de commandement - Stabsescadron (ab 1990 mit Aufklärungskomponente)

Es verfügte im Laufe der Zeit über die folgende Ausstattung:
- M8 Greyhound 6 × 4, Rad-Spähpanzer
- M5 Stuart, leichter Kampfpanzer
- Sherman M4, mittlerer Kampfpanzer
- AMX-13, 90-mm-Kanonenjagdpanzer
- AMX-30 B1, mittlerer Kampfpanzer

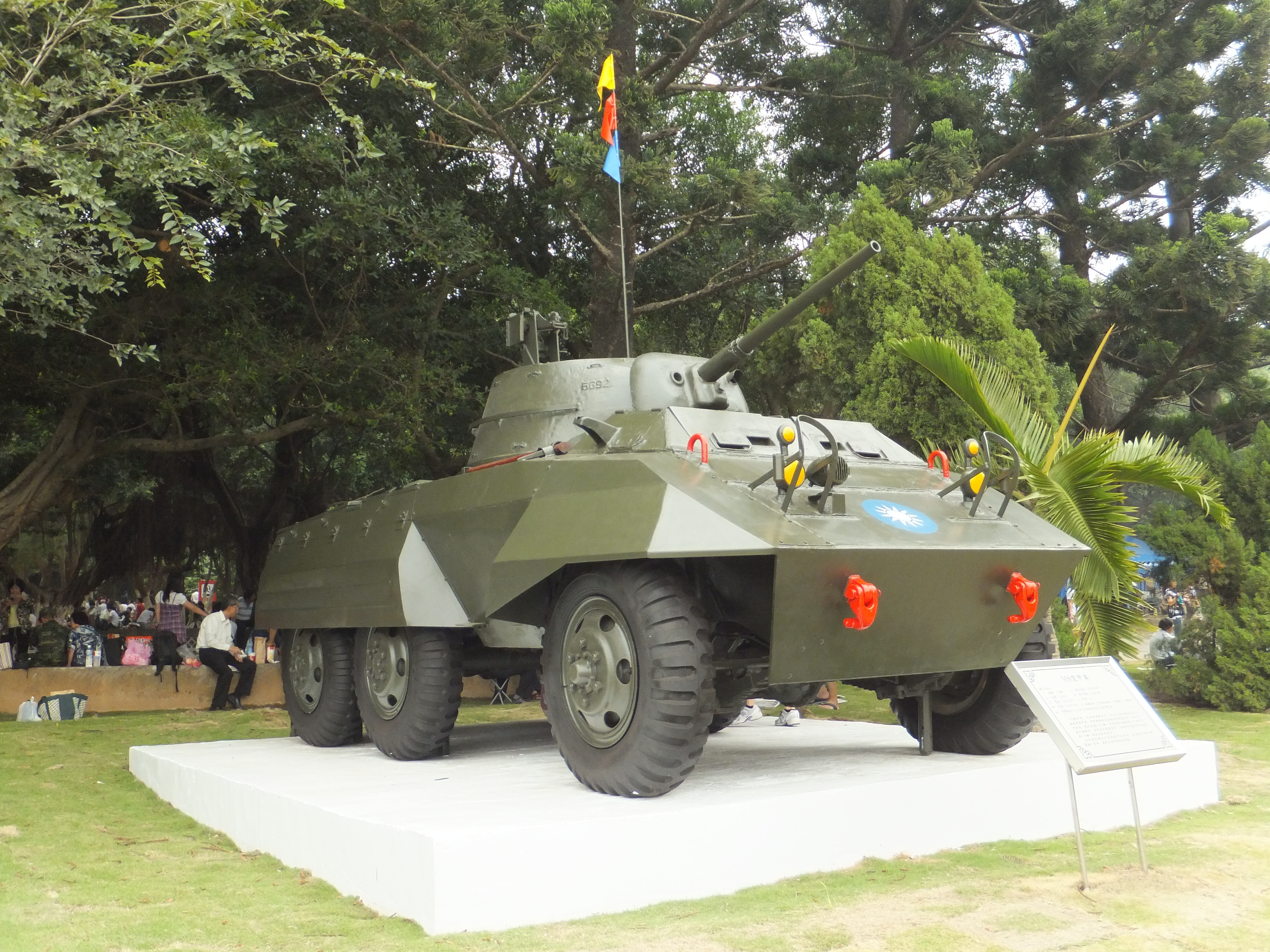
M8 Greyhound
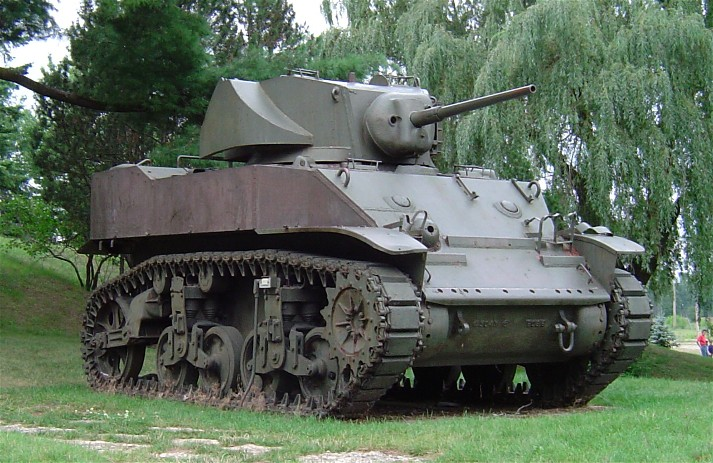
M5 Stuart
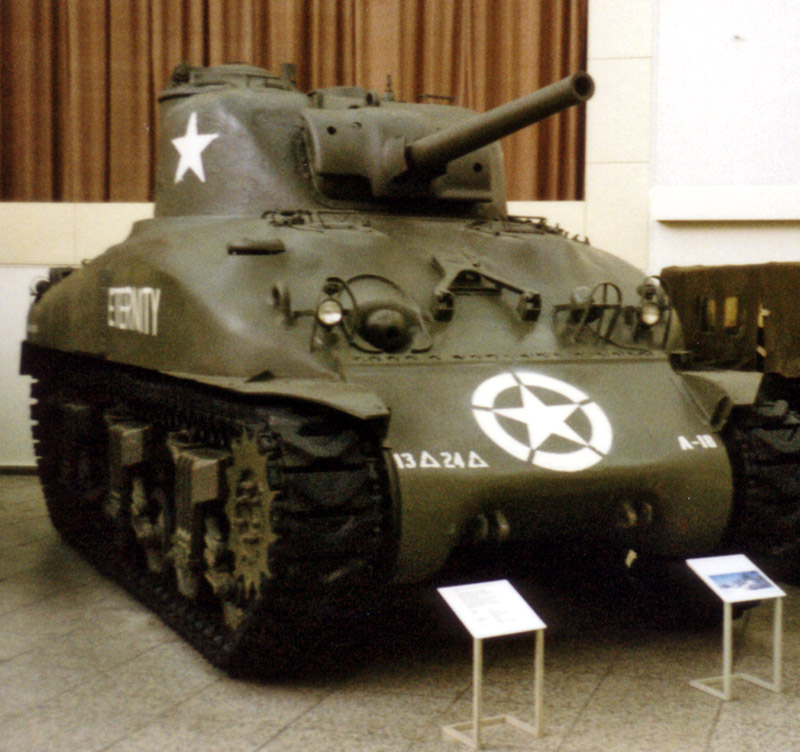
M4 Sherman
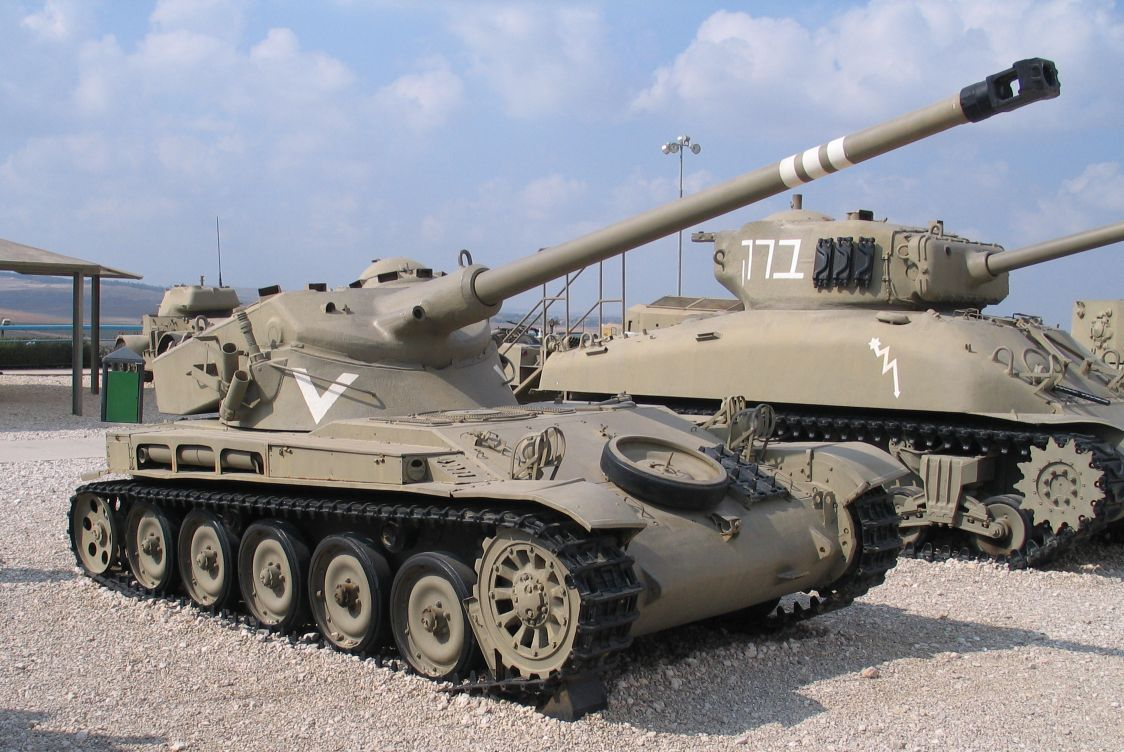
AMX 13
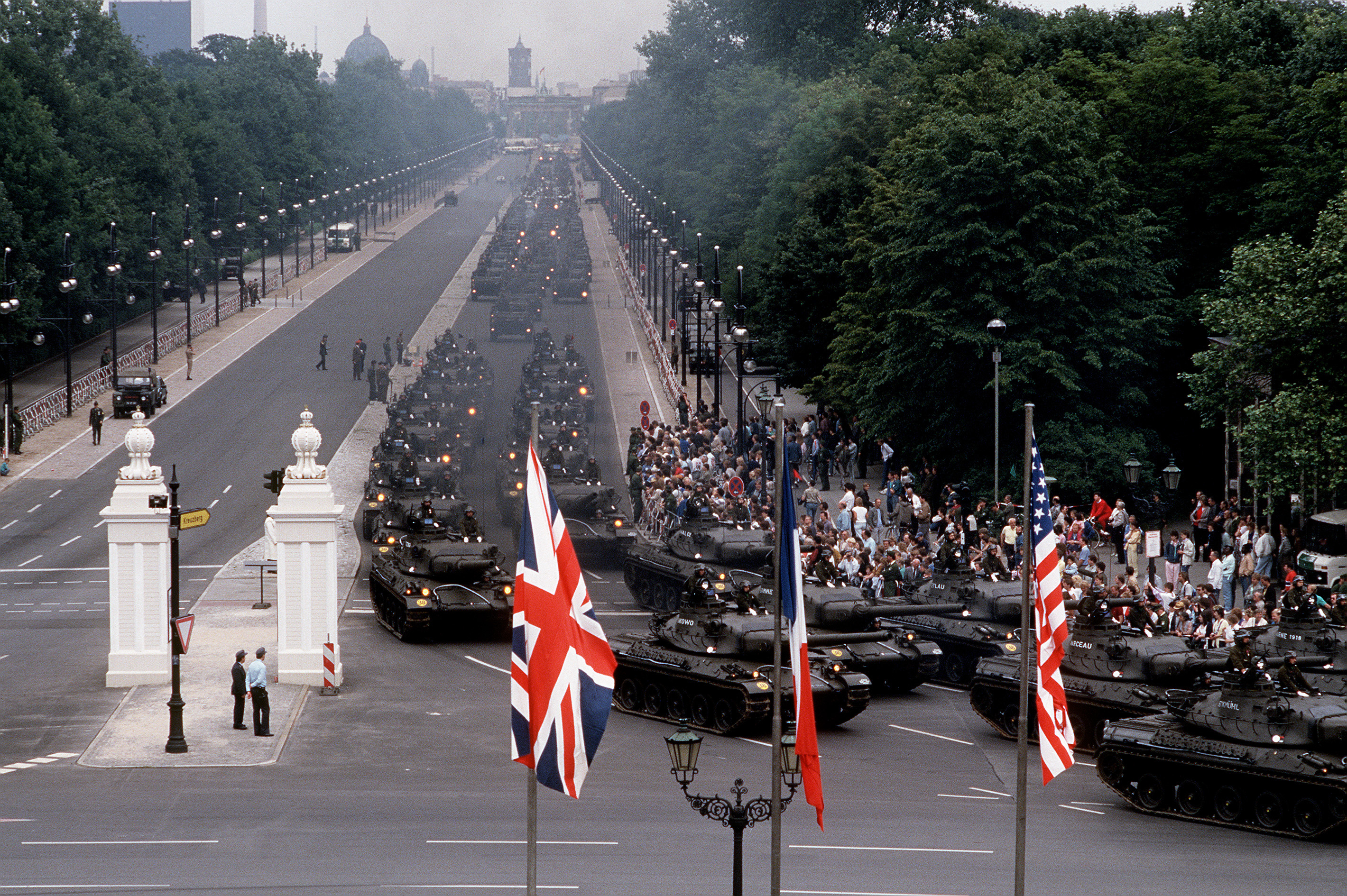
AMX 30, West-Berlin, 1988

## Standarte
Auf der Standarte des Regiments sind die folgenden Inschriften angebracht: 

### Jahrestag
Jahrestag des Regiments war der Tag des St. Georges de Lydda

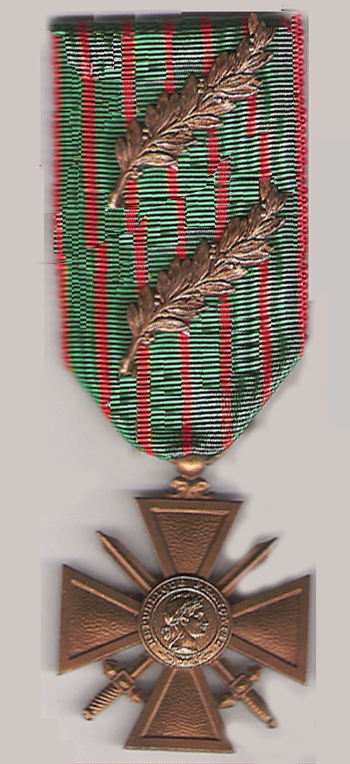
Das an das Regiment verliehene Croix de guerre

## Ehrungen
- Auf dem Schlachtfeld von Waterloo befindet sich eine Stele des Regiments (Stèle au 11e régiment de chasseurs à cheval)

Das Fahnenband ist dekoriert mit:
- Dem Croix de guerre (1914–1918) mit zwei Palmenzweigen für die zweifache Erwähnung im Armeebericht
- Seit 1919 hat das Regiment das Recht, die Fourragère des Croix de guerre (1914–1918) zu tragen.

- Seit dem 26. bzw. 27. März 1994 führte das Regiment einen Wimpel in den deutschen Farben und einen Wimpel der Stadt Berlin.[6]

## Verbandsabzeichen
Zum 750-jährigen Gründungsjubiläum der Stadt wurde unter dem Kommando von Colonel Jean-Louis Mourrut, gemäß den Bestimmungen der Regeln der Heraldik und abgeleitet aus der geschichtlichen Symbolik, dem Regiment ein neues Abzeichen verliehen. Dieses ersetzte das bisherige Abzeichen aus dem Jahre 1955.

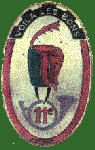
1. Ausführung (1936)
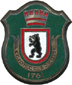
2. Ausführung (1949)
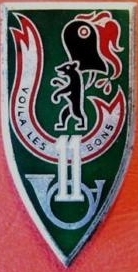
3. Ausführung (1955)

## Bekannte Angehörige des Regiments
- Charles Angélique François Huchet de La Bédoyère, Lieutenant-général unter Napoléon Bonaparte